# Ossining
Ossining es un pueblo ubicado en el condado de Westchester en el estado estadounidense de Nueva York. En el año 2020 tenía una población de 40,061 habitantes y una densidad poblacional de 3024.67 personas por km².

## Geografía
Ossining se encuentra ubicado en las coordenadas 41°9′46.2″N 73°51′41.5″O / 41.162833, -73.861528. Según la Oficina del Censo, la ciudad tiene un área total de 40,4 km² (15,6 mi²), de la cual 30,3 km² (11,7 mi²) es tierra y 10,1 km² (3,9 mi²) (25.06%) es agua.

## Demografía
Según la Oficina del Censo en 2007 los ingresos medios por hogar en la localidad eran de $77,753, y los ingresos medios por familia eran $98,593. Los hombres tenían unos ingresos medios de $51,286 frente a los $40,618 para las mujeres. La renta per cápita para la localidad era de $34,195. Alrededor del 8.4% de la población estaban por debajo del umbral de pobreza.